# اکینوپسیس لاگنیفورمیس
اکینوپسیس لاگنیفورمیس(نام علمی: Echinopsis lageniformis) نام یک گونه از سرده اکینوپسیس است.

## نگارخانه

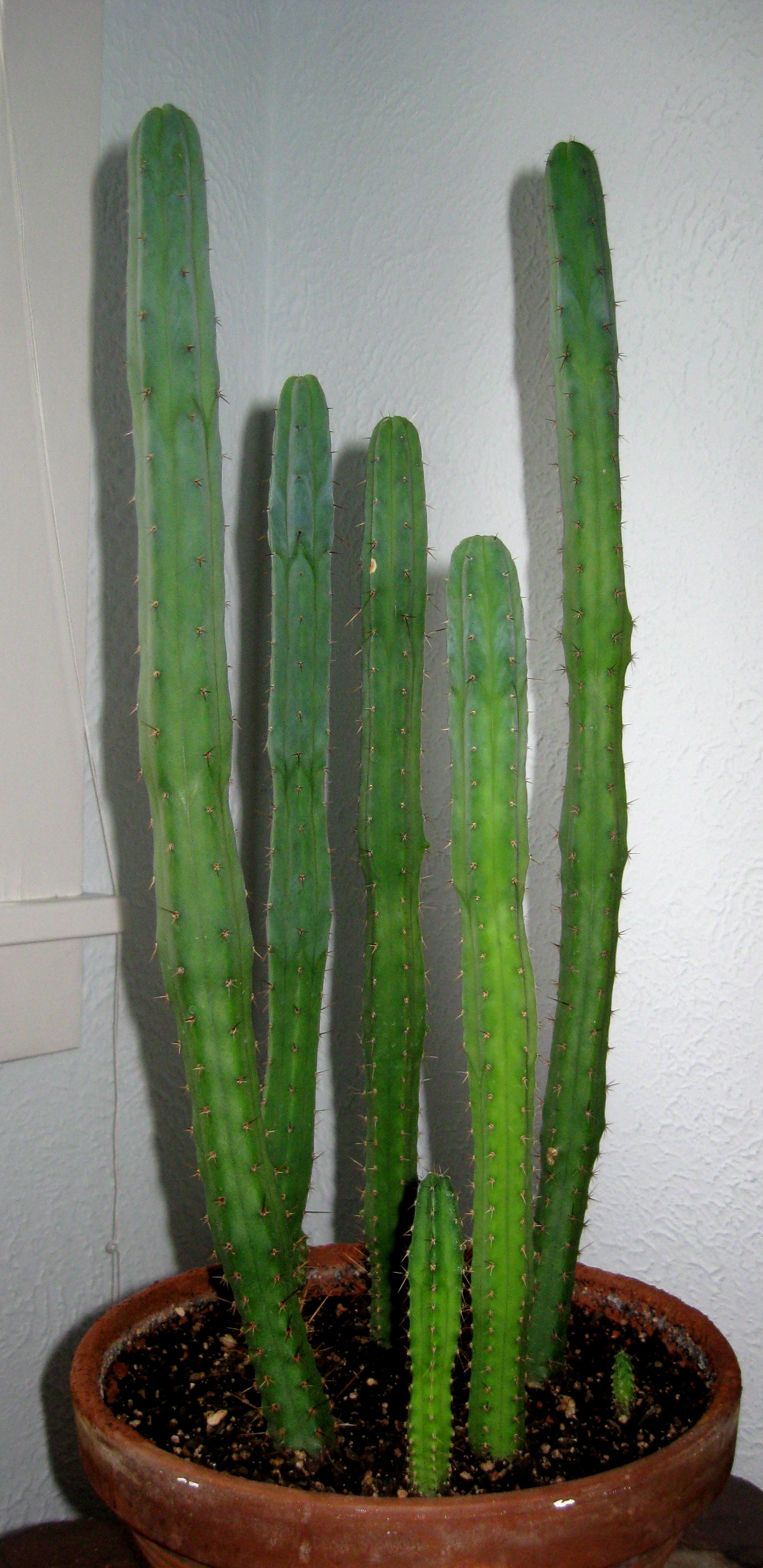
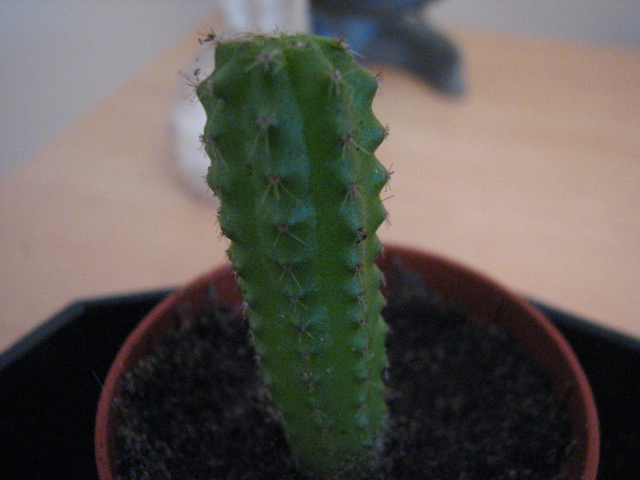